# Franz Vetter (Skisportler)
Franz Vetter (* 3. Dezember 1933 in Steinach am Brenner; † 21. Oktober 2009) war ein österreichischer Skilangläufer und Biathlet.
Vetter trat international erstmals bei den Nordischen Skiweltmeisterschaften 1962 in Zakopane in Erscheinung, wobei er den 42. Platz über 15 km und den 14. Platz mit der Staffel errang. Im folgenden Jahr kam er bei der Biathlon-Weltmeisterschaft 1963 in Seefeld in Tirol auf den 32. Platz im Einzel. Bei den Olympischen Winterspielen 1964 in Innsbruck absolvierte er im Skilanglauf den 30-km-Lauf, welchen er aber vorzeitig beendete. Letztmals international startete er bei den Olympischen Winterspielen 1968 in Grenoble. Dort belegte er im Skilanglauf den 40. Platz über 30 km, den 34. Rang über 50 km sowie zusammen mit Heinrich Wallner, Ernst Pühringer und Andreas Janc den 13. Platz in der Staffel und im Biathlon den 56. Platz im Einzel sowie zusammen mit Paul Ernst, Adolf Scherwitzl und Horst Schneider den 11. Platz in der Staffel. Bei österreichischen Meisterschaften im Skilanglauf siegte er sechsmal mit der Tiroler Staffel (1958, 1960, 1961, 1963, 1967, 1968), zweimal über 30 km (1957, 1963) und einmal über 16 km (1957).